# Młode lwy (film)
Młode lwy (ang. The Young Lions) – amerykański dramat wojenny z 1958 roku w reżyserii Edwarda Dmytryka, zrealizowany na podstawie powieści Irwina Shawa.

## Główne role
- Marlon Brando – porucznik Christian Diestl
- Montgomery Clift – Noah Ackerman
- Dean Martin – Michael Whiteacre
- Hope Lange – Hope Plowman
- Barbara Rush – Margaret Freemantle
- May Britt – Gretchen Hardenberg
- Maximilian Schell – kapitan Hardenberg
- Dora Doll – Simone
- Lee Van Cleef – sierżant Rickett
- Liliane Montevecchi – Françoise
- Parley Baer – sierżant Brandt
- Arthur Franz – porucznik Green
- Hal Baylor – szeregowiec Burnecker
- Richard Gardner – szeregowiec Crowley
- Herbert Rudley – kapitan Colclough

## Fabuła
II wojna światowa weryfikuje ideały młodych bohaterów, którzy walczą po przeciwnych stronach. Młody niemiecki oficer Christian Diestl, amerykański Żyd Noah Ackerman i jego przyjaciel Michael Whiteacre stają wobec konfrontacji z rzeczywistością. Wywołuje to różne emocje: od zgorzknienia do bohaterstwa.

## Nagrody (wybrane)
Oscary za rok 1958:
- najlepsze zdjęcia czarno-białe – Joseph MacDonald (nominacja)
- najlepsza muzyka w komedii/dramacie – Hugo Friedhofer (nominacja)
- najlepszy dźwięk – Carlton W. Faulkner (nominacja)

16. ceremonia wręczenia Złotych Globów:
- najlepszy film promujący międzynarodowe zrozumienie (nominacja)

12. ceremonia wręczenia nagród Brytyjskiej Akademii Filmowej:
- najlepszy film z jakiegokolwiek źródła (nominacja)
- najlepszy aktor zagraniczny – Marlon Brando (nominacja)